# المقاومة الألمانية للنازية

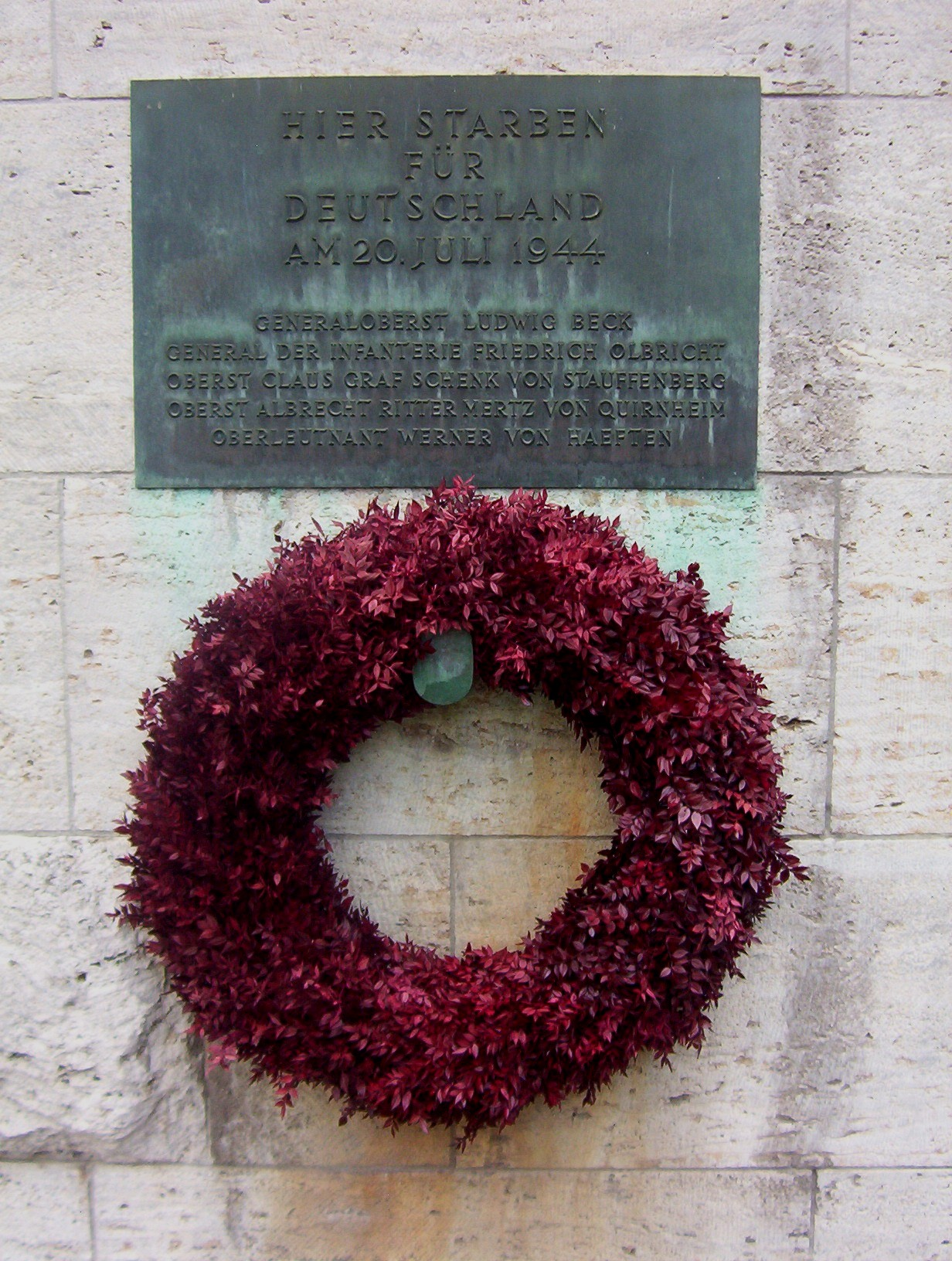
أكليل من الزهور ولافتة تذكارية على مبنى بندلربلوك Bendlerblock تكرّم أعضاء المقاومة الألمانية للنازية.

المقاومة الألمانية للنازية (بالألمانية: Widerstand gegen den Nationalsozialismus) هي حركة المقاومة من الأفراد والجماعات في ألمانيا في مواجهة النظام النازي الذي حكم البلاد بين سنتي 1933 و 1945. انخرطت بعض هذه الحركات حتى في وضع خطط لإزالة واغتيال أدولف هتلر والانقلاب على حكمه.
لم يكن للمقاومة الألمانية النازية ذلك القدر الكبير من الانتشار والاتساع والتنظيم كما هو الحال في حركات المقاومة المتحدة، كما كان هو الحال في حركات المقاومة في البلدان التي احتلها الجيش النازي، مثل الدولة البولندية السرية والمقاومة اليونانية وجيش التحرير اوطني اليوغسلافي والمقاومة الفرنسية والمقاومة الهولندية وحركة المقاومة النرويجية وحركة المقاومة الإيطالية. بالمقابل كانت المقاومة الألمانية للنازية مشرذمة وعبارة عن أفراد أو مجموعات متفرقة ومنعزلة، ولم يكونوا قادرين على تشكيل معارضة سياسية، سوى محاولات الهجوم المتفرقة على النازيين، من ضمنهم هتلر، بالإضافة إلى محاولة الانقلاب في 20 يوليو 1944.
قتلت المحاكم الخاصة والمحاكم العرفية ومحاكم الشعب ونظام العدالية المدنية، ما يقارب 77,000 مواطن ألماني بسبب اتهامهم بشكل أو آخر من أشكال المقاومة. خدم العديد من هؤلاء الألمان في الهيئات الحكومية أو العسكرية أو المناصب المدنية، والتي مكنتهم من الانخراط في أعمال التخريب والتآمر؛ بالإضافة إلى ذلك يرى المؤرخ الكندي بيتر هوفمان أن هناك عشرات الآلاف غير المعروفين في معسكرات الاعتقال النازية، الذين كانوا إما مشتبهًا بهم أو مشاركين بالفعل في المعارضة. كتب المؤرخ الألماني هانز مومسن على النقيض من ذلك الرأي، أن المقاومة في ألمانيا كانت مقاومة دون شعب أو أشخاص، وأن عدد هؤلاء الألمان الذين شاركوا في مقاومة النظام النازي كان ضئيلًا للغاية. وشملت المقاومة في ألمانيا مواطنين من أصول غير ألمانية، مثل أفراد الأقلية البولندية الذين شكلوا جماعات للمقاومة مثل جماعة الأوليمب.

## مقدمة
تكونت حركات المقاومة والمعارضة الألمانية من أطياف أو تيارات سياسية وإيديولوجية متفاوتة، والتي مثلت طبقات مختلفة من المجتمع الألماني، وكان من النادر قدرتها على العمل بشكل مشترك فكان الاتصال في الحقيقة بين أطياف المقاومة المختلفة أمرًا معدومًا أو ضئيلًا خلال الكثير من الفترات. تطورت جماعات قليلة من المقاومة المدنية، ولكن كان الجيش هو المؤسسة الوحيدة التي لديها القدرة على الإطاحة بالحكومة، ومنه جاء عدد قليل من الضباط ليقدموا أكثر التهديدات خطورة التي أربكت النظام النازي. قدمت وزارة الخارجية والاستخبارات العسكرية الألمانية (أبفير) أيضًا، دعمًا حيويًا للحركة. ولكن كان العديد من هؤلاء الذين في الجيش واختاروا في خاتمة المطاف السعي وراء الإطاحة بهتلر، من المؤيدين للنظام في البداية حتى وإن كانوا غير موافقين على كل أساليبه. صاحب تطهير هتلر للجيش عام 1938، التشدد المتزايد في نشر النازية الألمانية واشتداد حدة اضطهاد اليهود والمثليين، وزعماء النقابات العمالية والسياسة الخارجية العدوانية، ما جعل ألمانيا تقف على شفا الحرب؛ وكان ذلك هو الوقت الذي انبثقت فيه المقاومة الألمانية.
كان هؤلاء الذين عارضوا النظام النازي، مدفوعين بعوامل مثل سوء معاملة اليهود ومضايقة الكنائس والإجراءات القاسية التي اتبعها هيملر والجيستابو (البوليس السري الألماني). كتب بيتر هوفمان في تأريخه للمقاومة الألمانية، أن الاشتراكية القومية لم تكن مجرد حزب مثل أي حزب آخر؛ فمع قبولها التام للإجرام، فإنها بذلك قد جسدت الشر، وهكذا قد وجد كلُّ أولئك الذين كانت عقولهم متناغمة مع الديمقراطية والمسيحية والحرية والإنسانية أو حتى مجرد الالتزام بالقانون، أنهم مجبرون على التحالف مع النظام. شاركت الأحزاب السياسية السرية والمحظورة، بوصفها أحد مصادر المقاومة. تضمن ذلك الحزب الاشتراكي الديمقراطي (SPD) -مع الناشط يوليوس ليبر– والشيوعيين في الحزب الشيوعي الألماني (KPD) وجماعة النقابية الأناركية واتحاد العمال الحر في ألمانيا (FAUD)، الذين ساهموا في نشر الدعاية المناهضة للنازية وساعدوا الناس على الهروب من البلد. وكانت هناك جماعة أخرى تعرف باسم الأوركسترا الحمراء (Rote Kapelle)، تكونت من المعادين للفاشية والشيوعيين والمرأة الأمريكية. بدأ الأفراد في تلك الجماعة بمساعدة أصدقائهم اليهود في وقت مبكر منذ عام 1933.
ساهمت الكنائس المسيحية الكاثوليكية والبروتستانتية باعتبارها مصدرًا آخر من مصادر المعارضة. تميز موقفهم بالأهمية الرمزية. فلم تدعُ الكنائس بشكل صريح إلى الإطاحة بالدولة النازية، فمثلها في ذلك مثل بقية المؤسسات، ولكنها ظلت واحدة من المؤسسات الألمانية القليلة جدًا التي حافظت على بعض الاستقلال عن الدولة، وبالتالي تمكنت من الاستمرار في تنسيق مستوى من المعارضة لسياسات الحكومة. فقد قاوموا جهود النظام الساعية للتدخل في الاستقلال الكنسي، ولكن منذ البداية، وعبّر الأقلية من رجال الدين عن تحفظات واسعة النطاق بشأن النظام الجديد، وتحولت انتقاداتهم بشكل تدريجي إلى شكل متماسك ومنهجي من النقد للكثير من تعاليم الاشتراكية الوطنية. كان بعض القساوسة نشطين ومؤثرين داخل المقاومة الألمانية السرية، مثل اليسوعيين ألفريد ديلب وأغسطين روش، والواعظ اللوثري ديتريش بونهوفر؛ بينما قدمت بعض الشخصيات بعضًا من أكثر الانتقادات الصريحة العامة للرايخ الثالث، من أمثال القس البروتستانتي مارتن نيمولر (الذي أسس كنيسة الاعتراف) والأسقف الكاثوليكي كليمنز أوجست جراف فون جالين (الذي ندد بالقتل الرحيم النازي والخروج عن القانون)، ليس فقط ضد تدخل النظام في إدارة الكنيسة واعتقال رجال الدين ومصادرة ممتلكات الكنيسة، ولكن أيضًا ناصروا مبادئ حقوق الإنسان والعدالة بوصفها الأساس اللازم للنظام السياسي. كان نموذج المقاومة الذي قدموه ملهمًا لبعض أعمال المقاومة العلنية، مثل مجموعة طلاب الوردة البيضاء في ميونخ، وقدموا حافزًا أخلاقيًا وتوجيهًا للعديد من الشخصيات البارزة في المقاومة السياسية.
تحدى أشخاص ألمانيون أو مجموعات صغيرة من الناس -والذين كانوا يقومون بأعمال مقاومة غير منظمة- النظام النازي بالعديد من الطرق، تركز معظمها في أولئك الذين كانوا يساعدون اليهود بغرض النجاة من الهولوكوست النازي عن طريق إخفائهم أو الحصول على أوراق لهم أو مساعدتهم بطرق أخرى. فقد عُرف عن أكثر من 300 شخص من الألمان قيامهم بذلك. تضمن ذلك أيضًا، وخاصة في السنوات التالية للنظام، شبكات غير رسمية من الشباب الألماني الذين تهربوا من الخدمة في منظمة شباب هتلر التابعة للحزب النازي، وتحدّوا السياسات الثقافية للنازيين بطرق عديدة.
أصبح الجيش الألماني ووزارة الخارجية وأبفير (مؤسسة استخبارات عسكرية ألمانية)، بمثابة مصادر لعقد المؤامرات ضد هتلر في سنة 1938 ومرة أخرى في سنة 1939، لكن لم يتمكنوا من تنفيذ خططهم للعديد من الأسباب. وبعد هزيمة ألمانيا في معركة ستالينجراد في عام 1943، اتصلوا بالعديد من ضباط الجيش ممن كانوا مقتنعين بأن هتلر كان يقود ألمانيا نحو كارثة، بالرغم من أن القليل منهم كان لديه استعداد للمشاركة في المقاومة العلنية. وكثيرًا ما استُخلص المقاومون النشطون في تلك المجموعة، من أفراد الأرستقراطية البروسية.
كان لدى كل جماعة في ألمانيا تقريبًا، أفراد محتجزون في معسكرات الاعتقال. وظهر في وقت مبكر من العام 1935 تحذير من الأناشيد التي رددت: عزيزي السيد الرب، امنحني السكون، كي لا ينتهي بي الحال في داكاو (تقريبًا كانت القافية في اللغة الألمانية:Lieber Herr Gott mach mich stumm / Daß ich nicht nach Dachau komm). وتشير داكاو إلى معسكر الاعتقال داكاو. يُعد ذلك محاكاة ساخرة للصلاة الشائعة لدى أطفال ألمانيا التي تقول: عزيزي الرب، اجعلني تقيًا، كي أذهب للجنة (Lieber Gott mach mich fromm, daß ich in den Himmel komm).

## المقاومة في فترة ما قبل الحرب (1933 – 1939)
لم تكن هناك أي مقاومة تقريبًا لنظام هتلر في الفترة بين تعيينه مستشارًا في 30 يناير 1933 وأزمة تشيكوسلوفاكيا في أوائل أكتوبر 1938. قُمعت كل الأحزاب السياسية الأخرى والنقابات المهنية بحلول يوليو 1933 وأصبحت الصحافة والإذاعة تحت سيطرة الدولة، وأُضعفت معظم عناصر المجتمع المدني. أنهى الرايشكونكوردات (الوفاق بين الكرسي الرسولي والرايخ الألماني) في يوليو 1933 أي احتمالية لوجود مقاومة منظمة من جانب الكنيسة الكاثوليكية. وكانت الكنيسة البروتستانتية الكبرى والكنيسة الإنجيلية الألمانية موالين للنازية، بالرغم من أن عددًا قليلًا من أعضاء الكنيسة قد قاوموا ذلك الوضع. وأنهى انكسار سلطة كتيبة العاصفة (SA) في ليلة السكاكين الطويلة في يوليو 1934 أي احتمالية لوجد تحدٍّ من جانب الجناح الاشتراكي للحزب النازي، وأيضًا دفع الجيش نحو تحالف قوي مع النظام.
تمتع نظام هتلر بشعبية كبيرة لدى الشعب الأماني خلال تلك الفترة. وأدى فشل جمهورية فايمار إلى إضعاف الثقة في الديمقراطية في نظر معظم الألمانيين. وظهر نجاح هتلر في استعادة العمالة بالكامل بعد خسائر الكساد الكبير (تحقق ذلك بشكل أساسي عن طريق إعادة تطبيق التجنيد الإجباري، والسياسة التي ناصرت بقاء المرأة في المنزل وتربية الأطفال، وتحطم برنامج إعادة التسليح، واستبعاد تدريجي لليهود من القوى العاملة وعرض وظائفهم على الوثنيين غير اليهود)، ونجاح سياسته الخارجية غير الدامية مثل إعادة احتلال راينلاند في عام 1936 وضم النمسا في عام 1938، منحه كل ذلك قبولًا أو استحسانًا عالميًا تقريبًا.
نجح كل من الحزب الاشتراكي الديمقراطي والحزب الشيوعي الألماني في تلك الفترة، في الحفاظ على الشبكات السرية، على الرغم من أن تراث صراعات ما قبل 1933 بين الحزبين تعني أنهم لم يتمكنوا من التعاون. تخلل الجستابو بشكل متكرر تلك الشبكات، وكان معدل الاعتقالات وعمليات الإعدام لنشطاء تلك الأحزاب مرتفعًا، ولكن استمرت قدرة تلك الشبكات على جلب أعضاء جدد من الطبقة العاملة الصناعية، ممكن كانوا مستائين من نظام العمل الصارم الذي فرضه النظام خلال سباقه في عملية إعادة التسلح. استلمت ونشرت قيادة الحزب الاشتراكي الديمقراطي المنفية في براغ، تقارير دقيقة للأحداث داخل ألمانيا. لكن تلك الشبكات كانت قادرة على تحقيق القليل، إلى جانب حفاظها على وجودها وإثارة الاضطرابات الصناعية، ما أنتج إضرابات قصيرة الأجل في بعض الأحيان.
بقيت هناك مع ذلك، قاعدة أساسية لمعارضة نظام هتلر. على الرغم من من أن الحزب النازي قد أحكم السيطرة على الدولة الألمانية، ولم يدمر جهاز الدولة وأعاد بناءه بالطريقة التي اتبعها النظام البلشفي في الاتحاد السوفيتي. احتفظت مؤسسات مثل وزارة الخارجية وأجهزة المخابرات وفوق كل ذلك الجيش، بقدر من الاستقلال، في حين أنها خضعت بشكل ظاهري للنظام الجديد. عرض الجنرال لودفيج بيك رئيس هيئة أركان الجيش الألماني الاستقالة في مايو 1934، في حال بدأت الاستعدادات من أجل شن حرب هجومية ضد تشيكوسلوفاكيا. وقد تآكل استقلال الجيش في عام 1938، عندما عُزل كل من الجنرال فيرنر فون بلومبرج وزير الحرب والجنرال فيرنر فون فريتش قائد الجيش، من مناصبهم، ولكن ظلت هناك شبكة غير رسمية من الضباط المنتقدين للنظام النازي.
دمرت غارات الجستابو بفضل المخبرين في سنة 1936، جماعات النقابية الأناركية في شتى أنحاء المانيا، ما نتج عنه اعتقال 89 شخصًا. وانتهى مصير معظمهم إما مسجونًا أو مقتولًا على يد النظام. كانت تلك الجماعات تشجع على الإضرابات وطباعة ونشر دعاية مناهضة للنازية وجلب أشخاص لمحاربة الفاشيين الذين كانوا حلفاء للنازيين خلال الحرب الأهلية الأسبانية.
احتفظ كونستانتن فون نيورات بمنصب وزرير الخارجية وهو شخصية محافظة ومستقلة عن الأحزاب، وشغل هذا المنصب حتى عام 1938؛ جاء ذلك بوصفه جزءًا من الاتفاق مع القوى المحافظة التي أصبح هتلر مستشارًا لها في عام 1933. أصبحت وزارة الخارجية خلال فترة حكم نيورات، مع شبكتها من الدبلوماسيين والوصول إلى الاستخبارات، موطنًا لحلقة من المقاومة، تحت الرعاية السرية لوكيل وزارة الخارجية إرنست فون فايتسكر. وكان من الشخصيات البارزة في تلك الحلقة، السفير في روما أولريش فون هاسل والسفير في موسكو فريدرش جراف فون دير شولنبرج، والدبلوماسيون آدم فون تروتزو سولز، وغريك كوردت، وهانس بيرند فون هيفتن. ونجت تلك الحلقة حتى عندما حل النازي المتحمس يواخيم فون ريبنتروب محل نيورات في منصب وزير الخارجية.

## اقرأ أيضاً
- مؤامرة 20 يوليو